# Зацепин, Иван Яковлевич (терапевт)
Ива́н Я́ковлевич Заце́пин (1795, село Шмаровка, Тамбовское наместничество — ноябрь 1865, Москва) — русский терапевт, профессор Московской медико-хирургической академии, статский советник.

## Биография
В 1815 году окончил Воронежскую духовную семинарию.
В 1816 году поступил студентом в Санкт-Петербургскую медико-хирургическую академию, откуда в 1820 году перешёл в Московскую медико-хирургическую академию (по другим данным — в Московский университет), где закончил обучение докторантом в 1823 году. Получив в 1824 году степень доктора медицины, с 1825 года работал сначала учителем и библиотекарем, а потом (с 1830) младшим врачом в Московском кадетском корпусе. В 1835 году был избран адъюнкт-профессором терапевтической клиники Московской медико-хирургической академии и командирован за границу на 3 года. По возвращении из командировки читал курс энциклопедии медицины; в 1840 году был избран ординарным профессором и учёным секретарём Московской медико-хирургической академии.
После закрытия академии состоял сверхштатным врачом в Московском межевом институте (1847—1861), затем (до конца жизни) — врачом при гимназии министерства народного просвещения.

## Научная деятельность
Среди коллег отличался талантливыми способностями и большим запасом знания. Владел многими европейскими языками, оставил целый ряд оригинальных и переводных трудов по медицине.
В 1837—1844 годах издавал «Терапевтический журнал» — один из первых медицинских журналов России.

### Избранные труды
Источник — Электронные каталоги РНБ
- Зацепин И. Я. Анатомия, физиология и психология человека. [В сокращении] : Из публ. чтений Энциклопедии медицины. — М.: Унив. тип., 1848. — 48 с.
- Зацепин И. Я. Западные европейцы и русские / [Соч.] Д-ра Панезица [псевд.]. — М.: тип. М. Смирновой, 1860. — 420 с.
  -  — М.: тип. М. Смирновой, 1862. — 70 с.
- Зацепин И. Я. О болезненных влияниях, господствующих в Германии : Из путевых записок Ив. Зацепина. — М.: тип. С. Селивановского, 1839. — 10 с.
- Зацепин И. Я. О важности истории медицины для врача практического. — М., 1840. — 71-99 с. (Отт. из «Терапевтич. журн.», издаваемого Ив. Зацепиным. 1840, № 9-12)
- Зацепин И. Я. О жизни / Ст. [6]-15. — М. : тип. С. Селивановского, 1839—1844. — 10 т. — (Терапевтический журнал. Отечественные произведения; Отд-ние 3)
  - [Ст. 6]. — 1839. — 98 с.
  - [Ст. 7] : Взгляд на настоящее состояние медицины вообще, особливо иностранной. — 1839. — 71 с.
  - Ст. 8 : О жизненных действиях крови, замечаемых в сохранении её смешения. — 1839. — 64 с.
  - Ст. 9 : О духовном мире вообще и о духовной стороне человека в особенности. — 1840. — 48 с.
  - Ст. 10 : [О нашем постигающем]. — 1840. — 28 с.
  - Ст. 11 : О душевных болезнях, как уклонениях души от естественного её состояния. — 1843. — 46 с.
  - Ст. 12 : Сравнение духовного существа человека с его телесным составом или о проявлении принадлежностей духовной единицы в системах и органах телесных. — 1843. — 52 с.
  - Ст. 13 : О пребывании в телесном составе духовного начала, управляющего всеми его действиями. — 1844. — 28 с.
  - Ст. 14 : О тождестве духовного начала, пребывающего в телесном составе, с нашим я или с тем, что проявляется нашим мышлением. — 1844. — 48 с.
  - Ст. 15 : О теле человеческом и живых его снарядах, о соответствующих сим снарядам душевных способностях и взаимном отношении между телом и душою. — 1844. — 100 с.
- Зацепин И. Я. О жизни литературной, или Ответ на рецензии Терапевтич. журнала, издав. и статей «О жизни». — М.: тип. С. Селивановского, 1839. — 103 с.
- Зацепин И. Я. О постной и скоромной пище в медицинском отношении. — Ч. 1. — 1841. — 66+2 с. — (Отт. из «Терапевт. журн.» 1841, № 5-8)
- Зацепин И. Я. Об усовершенствовании Терапевтического журнала, не уклоняясь от его программы и о преимуществе чтения ученых иностранных книг в переводах над изучением чужих языков для чтения иностранных сочинений в оригинале. — М.: тип. Лазаревых ин-та вост. яз., 1841. — 31 с.
- Зацепин И. Я. Учение о жизни вообще и о жизни человека в особенности, как таком предмете, на котором утверждается врачебная наука : Опыт сближения мед. понятий о человеке со внушениями святой веры и здравой философии. — 2-е изд. с переменами и добавл. с напеч. в 1837-39 г. — М.: тип. скоропечатания В. Кирилова, 1844—1846.
  - Ч. 1. — 1844. — 341 с.; 1858. — 383 с.
  - Ч. 2. — 1845. — 335 с.; 1859. — 4+370 с.
  - Ч. 3. — 1858. — 401 с.
  - Ч. 4. — 1859. — 471 с.
  - Публичные лекции п. орд. профессора Ивана Зацепина 1863 года. О сближении медицинских понятий о человеке со внушениями св. веры и здравой философии [Прогр. лекций и отзывы о них]. — М.: тип. М. Смирновой, 1863. — 113 с.
- Зацепин И. Я. Фармакология для практического употребления. — М.: тип. Лазарев. ин-та вост. яз., 1840. — 90 с.

переводы
- Гуфеланд Х. В. Руководство к физическому и нравственному воспитанию женского пола / По Е. Дарвину обраб. и доп. К. В. Гуфеландом; Пер. с нем. И. Зацепина. — М.: тип. С. Селивановского, 1825. — 12+181 с.
- Шнейдер П. И. О лечении болезней, происходящих от сильнодействующих средств и о судебноврачебном осмотре потерпевших вред от оных / Пер. с нем. (со 2-го изд.) И. Зацепина. — М.: в Унив. тип., 1825. — 6+554+4 с.
- Шнейдер П. Й. О мерах врачебной полиции против обстоятельств вредных обществу или о вредных вещах, угрожающих здоровью людей в пище, в питье и других необходимых в общежитии предметах, о средствах узнавать умышленные и неумышленные вредные подмеси и предохранять здоровье от опасности, также о вредном влиянии на общество и искоренении ядовитых растений и лжеврачей или шарлатанов / Пер. с нем. И. Зацепина. — М.: тип. П. Кузнецова, 1827. — 4+336 с.
- Шпренгель К. П. Семиотика или признаковедение, то есть: наука о признаках болезненного состояния человека / пер. с нем. И. Зацепина. — М.: в тип. С. Селивановского, 1824. — 10+502 с.